# هنري كاسيني
الكونت الكسندر هنري غابرييل دو كاسيني (1781-1832) (بالفرنسية: Alexandre Henri Gabriel vicomte de Cassini)‏ هو عالم نبات وتاريخ طبيعي فرنسي تخصص في الفصيلة المركبة (تعرف أيضاً بالنجمية وبفصيلة دوار الشمس).
الجنس النباتي الكاسينية سمي تكريما لهنري كاسيني من قبل عالم النبات روبرت براون.
في عام 1828 سمّى كاسيني الجنس دوغالديا تكريماً لعالم النبات السكوتلندي دوغالد ستيوارت (1753-1828).
بعض الأجناس التي تمت تسميتها من هنري كاسيني ابتداءً:
- كثاء (1816)
- Carphephorus
- Dracopis Cassini (Coneflower)
- Emilia Cassini (Tasselflower)
- Eurybia (Cassini) S.F. Gray
- Euthamia (Nuttall) Cassini 1825 (Flat-topped Goldenrod)
- Facelis Cassini
- Guizotia Cassini (Niger-seed)
- دوار الشمس قليل الأزهار Nuttall ssp. pauciflorus, (Stiff Sunflower), also reported as by Helianthus laetiflorus var. rigidus and H. rigidus (Cassini) Desf.
- Heterotheca Cassini (Camphorweed, Golden-aster)
- Ixeris (Cassini) Cassini
- عصيف Cassini
- زباد Cassini
- برنوف Cassini (Marsh-Fleabane)
- Sclerolepis Cassini (Sclerolepis)
- Youngia Cassini (Youngia)
- طرخشقون Cassini (dandelion)